# Digiuni ebraici
Il digiuno ebraico o ta'anit, ma anche taanis (nella pronuncia aschenazita) o ancora taʿanith in ebraico classico, è un digiuno che gli ebrei osservano, dove ci si astiene da cibo e bevande, inclusa l'acqua. Il digiuno ebraico può avere uno o più propositi, tra cui:
- Espressione di pentimento
- Espressione di lutto
- Supplica,  come nel caso del Digiuno di Ester o un Ta'anit Halom (digiuno per un sogno inquietante).

## Giorni ebraici di digiuni obbligatori
Il digiuno più noto e maggiormente osservato è il digiuno dello Yom Kippur, il Giorno dell'Espiazione. Questo è il solo giorno citato dalla Torah (Levitico 23:26-32). Yom Kippur è un digiuno completo, dal tramonto, prima del crepuscolo, alla notte seguente. L'altro digiuno completo è il nove di Av, Tisha b'Av. Questi giorni di digiuno richiedono quattro ulteriori restrizioni - non ci si può lavare il corpo, indossare scarpe di cuoio, acque di colonia, oli o profumi, o avere rapporti sessuali. Yom Kippur ha anche tutte le limitazioni dello Shabbat e Tisha b'Av ha restrizioni simili ad un'occasione di lutto shiva. Tutti gli altri digiuni sono digiuni minori, osservati dall'alba al tramonto, senza ulteriori restrizioni.
Il digiuno del nove di Av è uno dei quattro digiuni che esistono per commemorare, tutto o in parte, eventi che si riferiscano alla distruzione del Tempio.  Gli altri tre sono:
- Digiuno di Gedalia (Tzom Gedalia)
- Dieci di Tevet[2] (Asara B'Tevet)
- Diciassette di Tammuz (Tzom Tammuz)

Il quarto digiuno minore, osservato nel giorno precedente al Purim, è il Digiuno di Ester, Ta'anit Esther, che commemora Ester e la comunità ebraica di Shushan che digiunarono prima che Ester andasse dal re senza esser stata convocata.
Inoltre la tradizione ebraica richiede che i maschi primogeniti osservino il giorno prima di Pesach, chiamato Digiuno dei primogeniti, Ta'anit Bekhorot. Oggigiorno però questo digiuno viene osservato solo in parte o raramente, poiché i primogeniti preferiscono frequentare un Siyum (pasto festivo che celebra il completamento di un Trattato del Talmud). Questa è considerata una forma legittima di "rottura" del digiuno, e quindi il primogenito può consumare cibo per il resto della giornata.

## Altri digiuni ebraici tradizionali non obbligatori
- Yom Kippur Kattan (letteralmente, "piccolo Yom Kippur") - che si tiene il 29 di Cheshvan, Tevet, Shevat, Adar, (Adar Sheni in anno bisestile), Iyar, Sivan, Tammuz e Av. Selichot speciali vengono recitate in quei giorni durante il servizio mincha. Se il 29 di tali mesi cade di venerdì o sabato, allora viene osservato il giovedì che precede.

### Un acronimo
- BaHaB (acronimo ebraico per lunedì, giovedì, lunedì) - che si tiene il lunedì e giovedì dopo il primo Shabbat di Cheshvan e Iyar, e il lunedì dopo il secondo Shabbat di Cheshvan e Iyar. Come accade per il 10 di Tevet, per il Digiuno di Ester e il 17 di Tammuz, si recitano le selichot dopo shacharit amidah.

### In memoria
- Digiuno dei Massacri di Khmelnytsky - che si tiene il 13 di Sivan. Come dice il nome, tale digiuno commemora i Massacri di Khelmelnytsky durante la rivolta cosacca del 1648–1657.[4]

### In ricordo
- Taanit Tzadikim (letteralmente "Digiuno dei Giusti") - questi sono digiuni che vengono osservati negli anniversari ebraici di grandi personaggi. I principali sono:
- Digiuno di Pilegesh Bagiva - 23 Shevat
- Digiuno di Mosè - 7 Adar
- Digiuno di Nadav e Abihu - 1 Nisan Levitico 10.19-20[5]
- Digiuno di Miriam - 10 Nisan
- Digiuno di Giosuè - 26 Nisan
- Digiuno di Samuel - 28 Iyar
- Digiuno di Aronne - 1 Av

Tradizionalmente, in molti di questi giorni, le preghiere speciali chiamate selichot vengono aggiunte durante i servizi di preghiera mattutina.

## Norme sui digiuni
- I digiuni di Yom Kippur e di Tisha b'Av iniziano dal tramonto e terminano sino a pochi minuti dopo lo spuntare di un gruppo di almeno 3 stelle non "ordinariamente" visibili (cfr Bereshit (parashah) e Zmanim).
- Tutti gli altri digiuni ebraici, anche quelli volontari individuali, iniziano alla fine della notte, quasi poco prima dell'alba; il solo digiuno che si deve "interrompere", se possibile, è il digiuno del Primogenito.
- In Tisha b'Av, come in Yom Kippur, non si indossano scarpe o calzari di cuoio o pelle, né nella suola né nella loro composizione tutta; inoltre anche in Tisha b'Av, quasi considerato simile a Yom Tov, si possono lavare solo gli ultimii polpastrelli delle dita delle mani come in Yom Kippur (in casi di necessità corporali della Natura "fisica", è permesso sciacquarsi le parti sporche); nel caso si voglia utilizzare acqua per il proprio corpo negli altri digiuni si presti attenzione a non ingerire acqua, neanche per errore (non si possono quindi neanche lavare i denti con acqua e/o dentifricio: in rari casi, per necessità, sembra che alcuni permettano di inumidire un po' le labbra della bocca con acqua).
- Talvolta donne in gravidanza, anziani e malati possono essere esenti interrompendo qualsiasi digiuno religioso (vedi anche Bar mitzvah): per ordine medico, per esempio, possono essere somministrate anche medicine.
- Permesso fumare sigarette tranne che in Yom Kippur (per alcuni è permesso fumare sigarette, se si vuole farlo, in Tisha b'Av solo dopo il mezzogiorno di Zmanim e comunque con "discrezione").
- Per ordine medico per necessità grave per la salute si possono prendere cure mediche, come per esempio medicine (Etica ebraica).
- È permesso digiunare a Shabbat soltanto in Yom Kippur; altrettanto vale per Yom Tov e Chol haMoed, giorni in cui vige appunto il divieto di digiuno.